# Schtschors (Film)
Schtschors (russisch Щорс, auch unter dem englischen Namen Shchors erschienen) ist ein 1939 erschienener sowjetischer Spielfilm von Oleksandr Dowschenko.

## Allgemeines
Der im Auftrag Josef Stalins entstandene Film ist ein übertrieben pathetisches biografisches Porträt des Divisionskommandeurs der Roten Armee und ukrainischen Partisanenführers Nikolai Alexandrowitsch Schtschors, der vor allem auf Betreiben seiner Witwe Rostowa-Schtschors ein populärer Revolutionsheld geworden war. Die Handlung spielt im Russischen Bürgerkrieg 1918/19 in der Ukraine. Schtschors gründet aus Gruppen Aufständischer das 1. Ukrainische Sowjetregiment „Bogun“ und kämpft gegen Nationalisten und deutsche Okkupanten.
Seine Premiere hatte der Film, dessen Dreharbeiten bereits 1936 begannen, am 1. Mai 1939 in Kiew.
Der Film wurde 1964 durch das Filmstudio „Mosfilm“ restauriert.

## Handlung
Angefeuert von dem revolutionären Elan, dem Mut und der Tatkraft ihres Anführers Nikolai Alexandrowitsch Schtschors, sammeln sich 1919 in der vom Bürgerkrieg verwüsteten Ukraine die Bauern- und Arbeitertruppen, um die ausländischen Eroberer und die Feinde der Revolution zu schlagen. Schtschors und seine Truppen dringen bis nach Kiew vor, dem Sitz der bürgerlichen Nationalisten unter ihrem Führer Petljura, und nehmen die Stadt ein. Weitere Dörfer und Städte fallen. Ein erbitterter und verlustreicher Kampf entbrennt um Berdytschiw. Aber auch hier bleibt Schtschors‘ Revolutionsheer schließlich siegreich. 
Es dauert jedoch nicht lange, bis eine neue Gefahr droht: Diesmal dringen die polnischen Pans in die Ukraine ein, und General Dragomirow marschiert auf Kiew zu. Schtschors sammelt abermals die revolutionären Kräfte des Landes und holt zum siegreichen Gegenschlag aus.

## Auszeichnungen
- 1941: Stalinpreis 1. Klasse für den Regisseur Oleksandr Dowschenko und die Schauspieler Jewgeni Samoilow und Iwan Skuratow

## Kritiken
Nach der Premiere in der Bundesrepublik Deutschland im Jahr 1968 urteilte der Evangelische Film-Beobachter: „Redseliger und übertrieben pathetisches Zeitdokument, das heute antiquiert und langweilig wirkt und auch filmgeschichtlich kaum von Bedeutung ist.“